# الإبراهيمية (إربد)
الإبراهيمية منطقة سكنية تقع في لواء المزار الشمالي، محافظة إربد في الأردن. تنتمي المنطقة لقضاء المزار الشمالي الذي يضم 12 منطقة. يقدر عدد سكانها بـ 1333 نسمة حسب إحصاء 2015.

## الوصلات الخارجية
- دائرة الاحصاءات العامة